# Ekangala
Ekangala is een plaats in de Zuid-Afrikaanse provincie Mpumalanga.
Ekangala telt ongeveer 40.000 inwoners.